# 슈투트가르트현

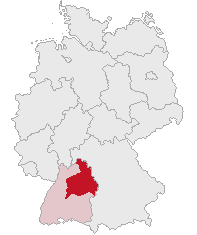
독일에서 슈투트가르트 현의 위치

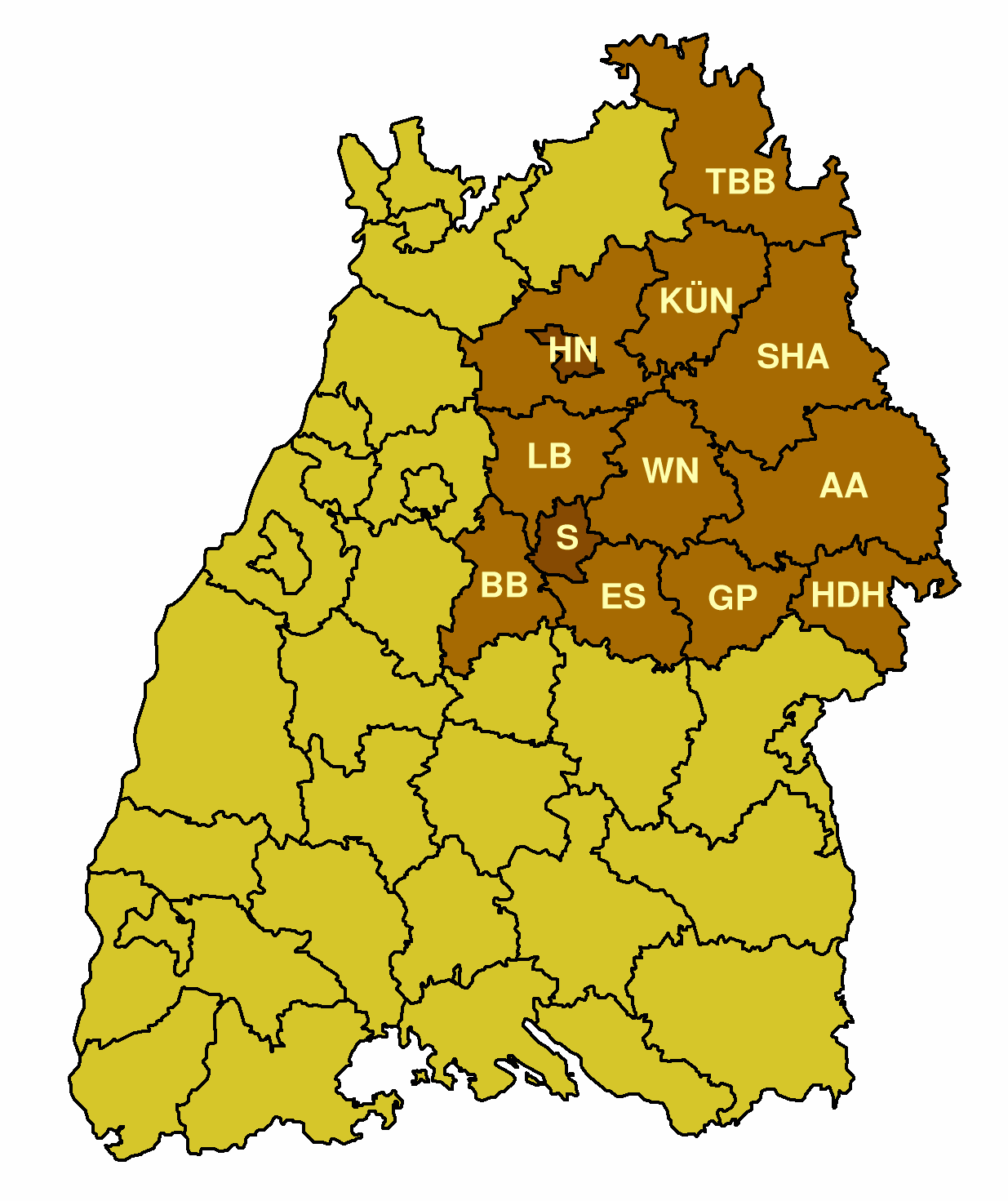
바덴뷔르템베르크 주에서 슈투트가르트 현의 위치

슈투트가르트현(독일어: Regierungsbezirk Stuttgart)은 독일 바덴뷔르템베르크주 북동부에 위치한 현(Regierungsbezirk)으로 현도는 슈투트가르트이며 면적은 10,155.76km2, 인구는 4,016,012명(2011년 기준), 인구 밀도는 400명/km2이다. 11개 군(Landkreise), 2개 시(Kreisfreie Städte)를 관할한다. 이곳 바일데어슈타트는 케플러가 태어난 곳이다.

## 하위 행정 구역

### 군(Landkreise)
1. 뵈블링겐군(Böblingen)
2. 에슬링겐군(Esslingen)
3. 괴핑겐군(Göppingen)
4. 하이덴하임군(Heidenheim)
5. 하일브론군(Heilbronn)
6. 호엔로헤군(Hohenlohe)
7. 루트비히스부르크군(Ludwigsburg)
8. 마인타우버군(Main-Tauber)
9. 오스트알프군(Ostalbkreis)
10. 렘스무르군(Rems-Murr)
11. 슈베비슈할군(Schwäbisch Hall)

### 시(Kreisfreie Städte)
1. 하일브론 시(Heilbronn)
2. 슈투트가르트 시(Stuttgart)